# Присивашская сельская община
Присивашская сельская община (укр. Присиваська сільська громада) — территориальная община в Каховском районе Херсонской области Украины. В состав общины входит 5 сёл. Население составляет 4 816 человек, площадь общины 398,7 км².

## Населённые пункты
В состав общины входят сёла Григоровка, Ивановка, Нововладимировка, Павловка и Строгановка.

## История общины
Создана в ходе административно-территориальной реформы 8 сентября 2016 года путем объединения территорий и населенных пунктов Григоровского, Ивановского, Павловского и Строгановского сельских советов Чаплинского района Херсонской области.
С марта 2022 года община находится под российской оккупацией в ходе вторжения России в Украину.